# MicroProse
MicroProse Software, Inc. (произносится Майкропроуз Софтвэр Инк.) — американская компания — издатель и разработчик компьютерных игр, основанный в 1982 году Биллом Стили и Сидом Мейером. Под её маркой было разработано или издано значительное число завоевавших популярность игр, среди которых серии Civilization или X-COM. Большинство из них изначально разрабатывались как стратегические игры или симуляторы различных транспортных средств, например, автосимуляторы.
В 1993 году компания лишилась большей части своего персонала в Великобритании и превратилась в подразделение издателя Spectrum HoloByte. Последовавшее урезание финансирования и изменение корпоративной политики вынудило Сида Мейера, Джеффа Бриггса и Брайана Рейнолдса покинуть компанию и организовать в 1996 году Firaxis Games, за этим последовало закрытие бывшей студии Simtex в Остине (Техас) в 1997 году. В результате неудачной попытки поглощения со стороны GT Interactive Software в 1998 году, находящаяся в бедственном положении Spectrum HoloByte была целиком выкуплена Hasbro Interactive, после чего студии в Аламиде (Калифорния) и Чапел-Хилл (Северная Каролина) были закрыты в том же году.
В 2001 году MicroProse перестала существовать как организация, а её интеллектуальная собственность была продана Infogrames Entertainment, SA. Головной британский офис MicroProse в Чиппинг-Содбери (Англия) был закрыт в 2002 году, а бывшая штаб-квартира в Хант-Вэлли (Мэриленд, США) — в 2003 году.
Марка MicroProse используется повторно с 2007 года после покупки Interactive Game Group прав на неё у Atari (ранее — Infogrames). Право на использование марки было лицензировано Legacy Engineering Group, работающей в области бытовой электроники. В 2010 году марка использовалась производителем спортивного инвентаря Cybergun Group. С 2012 года марка используется разработчиком компьютерных игр, никак не связанным с оригинальной MicroProse.

## История

### Независимая компания (1982—1993)
В 1982 году друзья, знавшие об интересе к авиации у обоих, организовали встречу бывшего военного пилота Билла Стили и программиста Сида Мейера в Лас-Вегасе. После знакомства Стили был удивлен тому, что Мейер от раза к разу побеждал его в аркадной игре Red Baron, на что Мейер ответил, что он как инженер понял какой паттерн поведения у игры, и теперь способен предсказывать её поведение, а также заявил о способности написать лучшую игру в течение одной недели. Стили предложил продать игру в случае, если она все же будет написана. Создание игры Hellcat Ace заняло у Мейера два месяца (готова была в августе 1982 года). В октябре у друзей была две копии игры на 5¼ дискетах, когда Стили удалось продать первую партию в 100 экземпляров за 14.97 долларов США (средняя цена игр в то время около 30, 50 % брал ретейлер).
Изначально они хотели назвать компанию Smugger’s Software, но все же выбрали MicroProse. Имя компании дал Сид Мейер, и решение было принято за один день:
Сид: Мы пишем прозу для микрокомпьютеров. Почему бы нам не назвать компанию MicroProse? 
Коллеги подумали над этим. Стили знал, что Сид очень умный, и сказал: «Конечно. Это будет сложно запомнить, но как только люди это уловят, то уже не забудут».
Оригинальный текст (англ.)Sid: 'We wrote prose for microcomputers. Why don't we call the company MicroProse?'
We had thinkning about it. Stealey knew that Sid is very brainy, and he said:
 'Sure. It'll be hard to remember, but once they got it, nobidy will forget it.' 
В 1987 году компания хотела сменить название, чтобы избежать случайных совпадений с MicroPro International, но MicroPro неожиданно решила сменить собственное название на WordStar, название своего текстового редактора.
За первый год выручка компании составила 200 000 долларов США и расходы на изготовление составили 30 000.. MicroProse стала прибыльной уже во второй месяц существования. В 1984 году в её штате 8 человек занималось разработкой игр и 4 были заняты администраторскими делами.К 1986 году имела продаж на 10 миллионов долларов США.
Первую широкую известность компания получила как разработчик и издатель игр-симуляторов транспортных средств (Solo Flight, Spitfire Ace) и стратегических игр (Kennedy Approach, NATO Commander) для 8-битных домашних компьютеров таких как Commodore 64, Apple II и 8-битное семейство Atari. В отличие от конкурентов, все продукты MicroProse были разработаны во внутренних студиях. В 1987 году издание Computer Gaming World включило MicroProse в список пяти лучших компьютерных компаний наряду с Activision, Electronic Arts и Epyx.
Ближе к концу 1980-х годов, когда индустрия стала переключаться на 16-битные и 32-битные системы, в продукты MicroProse внедрена поддержка IBM PC-совместимых компьютеров и компьютеров, основанных на процессоре Motorola 68000, например Atari ST и Amiga. К 1987 году приоритетными для компании стали рынки PC и Commodore 64. Также MicroProse открыла своё британское представительство для кросс-публикации в Европе и издания некоторых европейских игр в США. Из значимых игр-симуляторов того времени стоит выделить F-15 Strike Eagle, F-19 Stealth Fighter, Gunship, M1 Tank Platoon, Project Stealth Fighter, Red Storm Rising и Silent Service, из экшн-стратегических — Sid Meier’s Pirates! и Sword of the Samurai, а из экшн-стелс — Airborne Ranger с вышедшим позднее продолжением Special Forces.
В начале 1990-х годов MicroProse выпустила стратегические игры Railroad Tycoon и Sid Meier’s Civilization, разработанные под руководством Сида Мейера во внутренней студии MPS Labs для разных платформ, и быстро ставшие бестселлерами. Восторженно принятые критиками, эти игры быстро стали самыми продаваемые стратегическими играми и породили массу продолжений. По некоторым играм из 1980-х годов в начале 1990-х были сделаны ремейки, например, F-117A Nighthawk Stealth Fighter 2.0, Silent Service II, Gunship 2000, а также были предприняты первые попытки войти в консольный рынок с играми F-117A Stealth Fighter и Super Strike Eagle. До середины 1990-х годов MicroProse портировала и некоторые другие свои игры на 16-битные и 32-битные игровые приставки. Новые игры-симуляторы и стратегические игры того времени включают 1942: The Pacific Air War, Dogfight, Fields of Glory, Formula One Grand Prix, Harrier Jump Jet, Knights of the Sky, Starlord, Subwar 2050 и Task Force 1942.
В то же время компания пыталась расширить рамки своего бизнеса вне родных ниш симуляторов и стратегий. Вдохновленная успехом Pirates!, MicroProse продолжает создание экшн-стратегических игр таких как Sid Meier's Covert Action и Hyperspeed, а также экспериментирует в области ролевых игр, разрабатывая BloodNet и Darklands в дополнение к изданной сторонней The Legacy: Realm of Terror. Компания инвестирует (и, как впоследствии окажется, потеряет) большие средства в создание внутреннего подразделения аркадных игр и собственного игрового движка для графических приключенческих игр. Однако, подразделение аркадных игр было расформировано после выпуска всего двух игр F-15 Strike Eagle: The Arcade Game и Battle of the Solar System (обе обладали высокотехнологичной на тот момент трехмерной графикой, но не снискали популярности из-за существенных отличий от имевшихся тогда на рынке устройств), а игровой движок был использован всего в трех играх (Rex Nebular and the Cosmic Gender Bender, Return of the Phantom, Dragonsphere), после чего был продан компании Sanctuary Woods. В августе 1991 MicroProse вышла на первичное публичное предложение, ожидая получить 18 миллионов долларов для покрытия обязательств, образовавшихся из-за убыточного отдела аркадных игр.
В тот же период MicroProse создает два лейбла: MicroStyle (Великобритания) и MicroPlay Software (США). Они использовались для издания разнообразных игр сторонней разработки, такие как Challenge of the Five Realms, Command HQ, Global Conquest, Elite Plus, Flames of Freedom, Rick Dangerous, Stunt Car Racer, Xenophobe и XF5700 Mantis. Ранее несколько игр сторонней разработки были выпущены под лейблами Firebird и Rainbird, например, Carrier Command, Midwinter и Savage. В 1992 году MicroProse приобрела разработчика авиасимуляторов Vektor Grafix, расположенного в Лидсе. Эта компания, уже создававшая продукты для MicroProse (например, B-17 Flying Fortress), была преобразована в студию-спутника MicroProse Leeds.
Окончание этого этапа развития компании Билл Стили описал таким образом:

Это было потрясающе. Всё должно было закончиться лучше. У нас были отличные люди. Я думаю, что все наши люди до сих пор гордятся работой в MicroProse. У нас была семейная атмосфера. У каждого были бонусы наличными. По-моему, всё шло хорошо довольно долго.
Оригинальный текст (англ.)It was a great run. We should've done better. We had great people. I think all our people are still very proud of their MicroProse days. We had a family atmosphere. We had cash bonuses for everybody. I think it went very well for a long time.
— Билл Стили, 1994

### Подразделение Spectrum HoloByte (1993—1998)
В 1993 году MicroProse Software Inc. приобретена Spectrum HoloByte, другой компанией, специализирующейся на разработке игр-симуляторов. Билл Стили, бывший в крепких дружеских отношениях с Джилманом Луи (Gilman Louie), президентом Spectrum HoloByte, уговаривает последнего оказать помощь MicroProse, поскольку сомневается относительно того, смогут ли банки понять культуру компании. Британское подразделение MicroProse (MicroProse UK) вынуждено распустить две студии-спутника в северной Англии и сократить 40 человек в головном офисе Чиппинг-Содбури (Microprose Chipping Sodbury). В результате ключевая группа художников, дизайнеров и программистов покидает MicroProse UK и присоединяется к Psygnosis Limited (чуть позже её приобретет Sony Computer Entertainment для разработки игр для PlayStation), которая открывает офис в Страуде специально для бывших работников MicroProse. В 1994 году Стили решает покинуть компанию, и Spectrum HoloByte выкупает его пакет акций. Стили оставляет компанию, чтобы основать Interactive Magic, независимого разработчика симуляторов транспортных средств и стратегических игр, тогда как Энди Холлис (Andy Hollis) переходит в Origin Systems, а Сэнди Петерсен (Sandy Petersen) — в id Software.
Несмотря на сокращения, Spectrum HoloByte удается реализовать ряд крупных лицензий, например, «Лучший стрелок» (Top Gun: Fire At Will), Magic: The Gathering (Magic: The Gathering), «Звёздный путь: Следующее поколение» (A Final Unity, Birth of the Federation, Klingon Honor Guard), MechWarrior (MechCommander, MechWarrior 3). Стратегическая игра X-COM: UFO Defense (UFO: Enemy Unknown) становится самой ожидаемой игрой 1994 года и получает многочисленные продолжения. В 1996 году Spectrum HoloByte/MicroProse выкупает Simtex, давнего разработчика некоторых игр, изданных MicroProse: Master of Orion и Master of Magic. С выпуском Master of Orion II студия, находящаяся в Остине переименовывается в MicroProse Texas. Среди других разработанных или выпущенных MicroProse игр следует выделить 7th Legion, Addiction Pinball, AEGIS: Guardian of the Fleet, Civilization II, Dark Earth, F-15 Strike Eagle III, Fleet Defender, Grand Prix 2, Pizza Tycoon, Sid Meier’s Colonization, Tinhead, Transport Tycoon, Ultimate Race Pro, X-COM: Apocalypse, X-COM: Interceptor и X-COM: Terror From The Deep. Недостаток средств не позволяет MicroProse вести разработку игр на других платформах, так что компания концентрируется на разработке PC-игр.
MicroProse существует как дочерняя организация внутри Spectrum HoloByte до 1996 года, когда Spectrum HoloByte начала значительные сокращения в рядах менеджмента MicroProse для снижения затрат. Вскоре все её ресурсы были сконцентрированы под брендом MicroProse (посредством переименования в MicroProse). Сооснователь Сид Мейер, до сих пор остававшийся в рядах компании, вместе с Джеффом Бриггсом и Байаном Рейнолдсом после проведенных сокращений покинули компанию и основали новую компанию Firaxis Games.
5 октября 1997 года GT Interactive Software объявляет о намерении приобрести MicroProse за 250 млн долларов в виде акций, что подтверждают советы директоров обеих компаний. Сразу после анонса котировки акций MicroProse подскакивают до 7 долларов за акцию. GT Interactive ожидает, что сделка будет «закрыта» до конца года. Однако уже 5 декабря поглощение отменено. По словам CEO обеих компаний: «сейчас просто не то время» для сделки. Котировки акций MicroProse в день отмены сделки обваливаются до всего лишь 2,31 доллара. По информации издания Computer Gaming World, слияние не состоялось из-за «фундаментальных разногласий» в вопросе списания средств за разработку, поскольку MicroProse последовательно «продавливала» сохранение своей модели, согласно которой разработчики получают оплату безотлагательно.
В ноябре 1997 года MicroProse становится ответчиком по совместному иску, поданному Avalon Hill (обладавшей в США правом на использование марки Civilization) и Activision (за нарушение авторских прав). В ответ MicroProse приобретает Hartland Trefoil (разработчика и производителя оригинальной настольной игры Civilization) и подет иск на Avalon Hill и Activision за нарушения прав на торговый знак и недобросовестное ведение бизнеса (из-за решения Activision издавать игры под маркой Civilization). Из-за ожидания Hasbro объединения и с MicroProse, и с Avalon Hill, данное дело было закрыто в 1998 году. Согласно мировому соглашению, MicroProse остается единственным владельцем прав на торговую марку Civilization, в то же время Activision получает лицензию на выпуск игры под этой маркой (таковой стала Civilization: Call to Power).

### Подразделение Hasbro (1998—2001)
Подготавливаясь к продаже, MicroProse в июне 1998 году закрывает студию в Остине, в результате 35 работников потеряли работу. 14 августа 1998 года Hasbro предлагает оферту размером 70 млн долларов наличными на покупку акций MicroProse по цене в 6 долларов за акцию. Оферта закончилась 14 сентября, в результате которой Hasbro выкупает 91 % акций MicroProse и объявляет, что MicroProse становится полностью управляемым подразделением. Остающиеся акции компания продолжит скупать по 6 долларов наличными. Происходит слияние MicroProse и Hasbro. На момент поглощения у MicroProse было 343 работников, в том числе 135 в Аламиде (MicroProse Alameda), которые обходились компании суммарно в 20 млн долларов в год. Кроме студии в Аламиде у MicroProse существуют три студии: в Хант-Валли (Microprose Hunt Valley), в Чапел-Хилл и в Чиппинг-Содбури.
В декабре 1998 года MicroProse, наконец, выпускает игру Falcon 4.0 (находившуюся с 1992 года в разработке у Spectrum HoloByte), но продажи не внушают оптимизма. В том же месяце Hasbro закрывает бывшие студии MicroProse в Аламиде и в Чапел-Хилл. В число отмененных игр того времени попала X-COM: Genesis. Последней игрой MicroProse, изданной Hasbro, стала B-17 Flying Fortress: The Mighty 8th в 2000 году.

### Подразделение Infogrames (2001—2003)
MicroProse перестала существовать после того, как Infogrames в январе 2001 года стала владельцем Hasbro за 100 млн долларов. Также была окончательно прекращена длительная разработка X-COM: Alliance. Последняя выпущенная MicroProse в США игра European Air War была переиздана с заменой логотипа издателя на Infogrames. Последней выпущенной MicroProse игрой стало британское издание Grand Prix 4 в 2002 году. В сентябре того же года Infogrames закрывает бывшую студию MicroProse в Чиппинг-Содбури. Hasbro Interactive переименовывается в Infogrames Interactive, а затем и в Atari Interactive.
Infogrames периодически использует марку Atari для издания некоторых игр до официального переименования своего американского подразделения в Atari, Inc в 2003 году. В ноябре того же года Atari, Inc закрывает студию в Хант-Валли, бывшую когда-то первым офисом MicroProse. Однако до сих пор в данной местности существует несколько разработчиков компьютерных игр, включая Firaxis Games и BreakAway Games, которые приписывают MicroProse своё происхождение.

## Наследство
Сид Мейер, работающий в Firaxis Games, в конечном итоге получил от Atari все права на большую часть своих игр. Впоследствии права на серию Railroad Tycoon были перепроданы PopTop Software, которая выпустила Railroad Tycoon II и Railroad Tycoon 3. В дальнейшем и PopTop Software, и Firaxis Games, были приобретены Take-Two Interactive, вернув таким образом права Мейеру. В результате этого 2K Games, подразделение Take-Two, издала игру Sid Meier’s Railroads!, а также новые игры серии Civilization, начиная с Sid Meier’s Civilization III. Также Firaxis Games разработала «перезапуск» серии X-COM — XCOM: Enemy Unknown, за которым последовал The Bureau: XCOM Declassified — спин-офф от 2K Marin.
Игра Master of Orion III была разработана Quicksilver Software и издана под лейблом Infogrames. Права на Falcon 4.0 проданы Graphsim Entertainment, которая выпустила Falcon 4.0: Allied Force.

## Дальнейшее использование торговой марки
В 2007 году права на товарный знак MicroProse выкуплен Interactive Game Group у Atari, которая заявила о защите своих прав 27 декабря 2007 года. После этого Interactive Game Group передала часть прав на марку MicroProse компании I-Drs At в январе 2008 года. Остается неизвестным были ли приобретены Interactive Game Group у Atari какие-либо ещё права на интеллектуальную собственность MicroProse, по имеющимся последним данным все подобные права принадлежат Infogrames.
Interactive Game Group лицензирована права на марку MicroProse компании Legacy Engineering Group (LEG), использовавшее эту лицензию для создания подразделений Microprose Systems и Microprose Consumer Electronics Division, продавая под этой маркой потребительскую электронику с февраля и до второй половины 2008 года. В октябре того же года лицензионное соглашение между LEG и Frederic Chesnais, владельцем Interactive Game Group, было расторгнуто, ввиду чего соответствующие подразделения были переименованы.
В 2010 году Cybergun Group, производитель оборудования для страйкбола, объединился с Interactive Game Group и использовал MicroProse для маркировки официально лицензированного инвентаря.
Начиная с 2012 года, наименование Microprose (со строчной буквой «р») используется компанией-разработчиком компьютерных игр.

## Возрождение (2020 год)
Права на марку MicroProse была выкуплена в 2019 году Дэвидом Лагетти, бывшим сотрудником Bohemia Interactive, большим поклонником MicroProse и создателем движка виртуальных миров для военного использования TitanIM. С 2005 года он начал скупать права на торговые марки и логотипы, имеющие отношение к студии. Также в обновленную компанию приглашен её сооснователь Билл Стилли, с компанией которого iEntertainment Network сотрудничает Лагетти. В планах возрожденной MicroProse вернуться к истокам и разрабатывать симуляторы и стратегические игры.
5 мая 2020 года под брендом MicroProsе анонсированы 3 стратегические игры (варгейма): Task Force Admiral, Sea Power и Second Front.

## Игры MicroProse
- NATO Division Commander (1984)
- Solo Flight[англ.] (1985)
- Silent Service[англ.] (1985)
- F-15 Strike Eagle (1985)
- Gunship (1986)
- Kennedy Approach (1986)
- Pirates! (1987)
- F-19 Stealth Fighter (1987)
- Airborne Ranger[англ.] (1987)
- Red Storm Rising (1988—1990)
- Sword of the Samurai[англ.] (1989)
- M1 Tank Platoon (1989)
- F-15 Strike Eagle II (1989)
- Sid Meier's Covert Action (1990)
- Lightspeed[англ.] (1990)
- Railroad Tycoon (1990)
- Civilization (1991)
- Formula One Grand Prix или World Circuit (1991)
- Gunship 2000[англ.] (1991)
- Darklands (1992)
- Gunship 2000: Islands & Ice (1992)
- Rex Nebular and the Cosmic Gender Bender (1992)
- The Legacy: Realm of Terror (1993)
- SubWar 2050[англ.] (1993)
- Starlord[англ.] (1993)
- Harrier (Jump Jet) (1993)
- F-15 Strike Eagle III (1993)
- BloodNet[англ.] (1993)
- Master of Orion (1993)
- 1942: The Pacific Air War (1994)
- Master of Magic (1994)
- Colonization (1994)
- Pizza Tycoon (1994)
- X-COM: UFO Defense (1994) в некоторых странах известна под названием UFO: Enemy Unknown
- Fleet Defender (1994)
- Dragonsphere (1994)
- X-COM: Terror from the Deep (1995), также известна как XCOM2
- Return of the Phantom (1995)
- Civilization II (1996)
- Transport Tycoon (1995)
- Transport Tycoon Deluxe (1996)
- Grand Prix 2 (1996)
- Master of Orion II (1996)
- 7th Legion (1997)
- X-COM: Apocalypse (1997)
- European Air War (1998)
- Falcon 4.0 (1998)
- MechCommander (1998)
- Worms 2 (1998)
- Worms Armageddon (1999)
- Risk II (1999)
- MechWarrior 3 (1999)
- Star Trek: Birth of the Federation (1999)
- Gunship! (2000)
- Grand Prix 3 (2000)
- X-COM: Enforcer (2001)
- Grand Prix 4 (2002)